# Martirológios
Martirológios são livros litúrgicos da tradição cristã que guardam o registo diário ou memórias do dies natalis (o dia da morte / nascimento para a vida eterna) dos mártires (testemunhas da fé). Martirológio significa à letra lista de mártires.
As memórias mais antigas das comunidades cristãs recordariam as vidas e ensinamentos dos Apóstolos que as evangelizaram, à maneira dos Actos dos Apóstolos. Depois foram desenvolvidas com a memória dos que continuaram a sua missão e sobretudo daqueles que se iam distinguindo pelo seu modo de vida e sobretudo pela morte, considerados modelos para todos os outros cristãos.
As memórias foram inicialmente organizadas a nível local, em cada comunidade cristã, registando o nome, a época, a data, o local e o martírio sofrido. A pouco e pouco foram-se acrescentado outros que tinham dado testemunho mesmo que não tivessem morrido em martírio e aparecem títulos como confessor, papa, abade, bispo, eremita, presbítero, religioso e mais tarde também os beatos.
A partir do século IV, sobretudo depois do Édito de Milão e com o apoio de Constantino começaram a ser reunidas e divulgadas em listas comuns às igrejas orientais gregas e ocidentais romanas.
Historicamente, a ideia dos primeiros martirológios gerais remontam a Cromácio (século IV e V), bispo de Aquileia, e Heliodoro, bispo de Trica, que propuseram a Jerônimo que ao domingo se lessem os nomes dos mártires cujo dia natalício se celebrava. Pediram-lhe que investigasse nos arquivos de Eusébio de Cesareia, na Palestina, para se compor uma lista com as informações possíveis. Foi assim que Eusébio escreveu a História Eclesiástica ou História da Igreja e que Jerônimo elaborou listas de festas dos santos de cada mês e de cada dia com um breve texto.

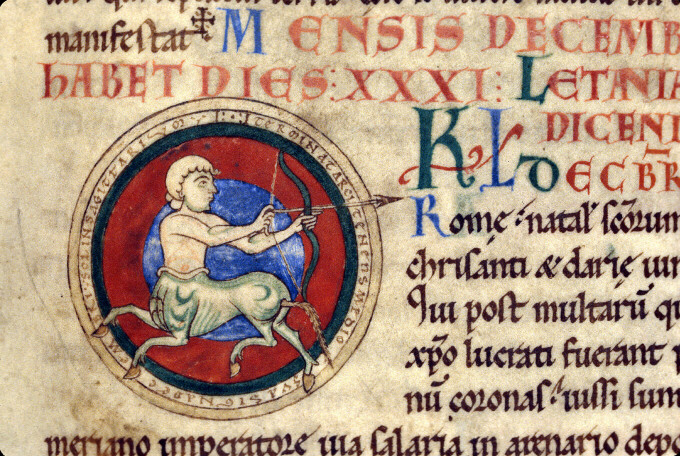
Iluminura de uma cópia do século XII do Martirológio de Usuardo de Saint-Germain para o dia 1 de dezembro

Ao longo da Idade Média  foram compilados e copiados muitos Martirológios nas Igrejas matrizes onde residiam os bispos, e nos conventos e mosteiros, onde se faziam novas cópias. Alguns cronistas compuseram martirológios como Ado de Vienne e hagiografias ou vidas de santos, como Beda. Entre os mais famosos Martirológios europeus está o Martirológio de Usuardo de Saint-Germain, do século IX. A leitura do martirológio em cada dia do ano passou a ser constante, sobretudo nas comunidades religiosas que fazia a Liturgia das horas como nos mosteiros. A leitura do texto do dia do calendário era feita na primeira hora do dia, a hora de Prima, quando o Sol aparecia pela manhã, por volta das 6 horas, nos equinócios. Como abrangiam os 365 dias do ano,  os Martirológios eram geralmente livros muito grandes, dispostos no Coro, sobre uma estante própria, o atril, por vezes de grandes dimensões.
.

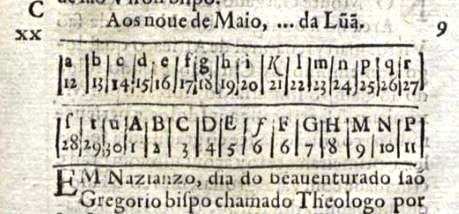
Pormenor de um dia do calendário no Martirológio romano com letra dominical, epacta e idade da lua.

A seguir à indicação do dia do mês, ao lado da indicação da Letra dominical respectiva, e antes dos pequenos textos que se referem aos acontecimentos da vida de Cristo ou de Nossa Senhora e dos Santos celebrados nesse dia, as festas fixas, há uma indicação da idade da Lua, ou Epacta.
No século XVI, o Concílio de Trento procedeu a uma série de reformas da Igreja, incluindo dos livros litúrgicos. Não tendo concluído esta tarefa até à última Sessão, em 4 de dezembro de 1563, as reformas do Breviário, do Missal e do Martirológio foram entregues ao cuidado do Papa Paulo IV e concluídas nos pontificados seguintes de Pio V e de Gregório XIII. Estes livros litúrgicos necessitavam também de uma reforma do Calendário, finalmente concluída em 1582 por Gregório XIII, e o Calendário gregoriano implicou alterações naqueles livros litúrgicos que se passaram a distinguir dos anteriores acrescentando no título Romano como são o caso do Breviário Romano, Missal Romano e também do Martirológio Romano